# Модюи, Антон Антонович
Анто́н Анто́нович (Антуан Франсуа) Модюи́ (фр. Antoine-François Mauduit; 1775—1854) — архитектор, находившийся на русской службе с 1810 по 1826 год. Сначала Модюи был принят в Кабинет Его Императорского Величества (ЕИВ), а затем стал служащим Комитета строений и гидравлических работ в Петербурге. Работал над планировками центральных площадей Санкт-Петербурга.

## Биография
Антуан Модюи родился  в Париже, в 1775 году в семье Антуана-Рене Модюи, математика, впоследствии члена Французской Королевской академии архитектуры (L’Académie royale d’architecture). Годы учебы Антуана Модюи в Академии архитектуры пришлось на годы французской революции, богатые архитектурными идеями, отмеченые созданием проекта перепланировки Парижа ("План комиссии художников", 1794). После окончания учебы в Академии Модюи служил в инженерных войсках. Здесь, в среде военных инженеров,  в сферу обязанностей которых в то время входило регулирование городских территорий, происходило формирование Модюи-градостроителя .
В 1809 году он с женой прибыл Санкт-Петербург с рекомендацией и по приглашению посла Франции в России Армана де Коленкура. Именным Высочайшим Указом от 12 апреля 1810 года Модюи был принят архитектором Строительной комиссии Императорского кабинета. В 1810 году Модюи представил проекты планировки для Васильевского острова и Петербургской стороны. В этом же году Александр I поручил ему проект регулирования и оформления территории перед  Зимним дворцом, Адмиралтейского луга и Исаакиевской площади. Представленные проекты были одобрены, однако началу реализации проектов помешало изменение международной обстановки. На время военных действий Александр I предоставил архитектору отпуск.
3 апреля 1814 года Модюи присутствовал в Лувре при встрече императора Александра I с П. Фонтеном, бывшим наполеоновским архитектором, одним из основоположников стиля ампир, строителем Триумфальной арки на площади Каррузель и архитектурного ансамбля улицы Риволи в Париже. Итогом этой встречи стала идея масштабного преобразования Петербурга, превращения его в имперскую столицу. П. Фонтен с воодушевлением поддержал эту смелую идею и прислал Александру I двенадцать томов альбома архитектурно-декоративных новшеств под общим названием «Здания и памятники Парижа при правлении Наполеона I» .
Во второй половине 1814 года Модюи вернулся в Петербург. Модюи поручили выполнение работ по восстановлению Большого (Каменного) театра в Санкт-Петербурге, после пожара 1 января 1811 г. Открытие театра состоялось в 1818 году, император остался доволен проделанной работой и наградил автора «деньгами и чином коллежского асессора». По указу Александра I Модюи занимал при театре казенную квартиру, и ему была предоставлена лучшая ложа.
А. Модюи наряду с А. А. Бетанкуром принимал деятельное участие в организации Комитета строений и гидравлических работ и в составлении программы его работы. Одной из ключевых проблем проектирования Модюи считал разработку генерального плана Санкт-Петербурга. С момента организации комитета (3 мая 1816 года), до ухода в отставку в 1826 году А. Модюи состоял его членом. В Комитете он в основном занимался планировочными работами по Петербургу, ему принадлежит авторство  планировок главных ансамблей Петербурга .
31 января 1823 г. А. Модюи произведен в надворные советники «со старшинством». В 1826 г. Модюи вышел в отставку с назначением пенсии «по 4000 рублей в год по смерть его». В продолжении своей работы в России Модюи пользовался заслуженным уважением коллег. В 1827 году, в характеристике А. Модюи представленной Комитетом строений говорится:
... в продолжении службы своей в Комитете, при особенной ревности и прилежании, возлагаемые на него поручения исполнял к совершенному его удовольствию и не упускал ни одного случая быть полезным на службе своими отличными познаниями.П. П. Базен, Представление Комитета о строениях военному генерал-губернатору Санкт-Петербурга, 1827
Александр I высоко ценил мнение Модюи, советовался с ним, так что собираясь в отставку Модюи испрашивал у императора «дозволения продолжать представлять мысли о предметах архитектуры, которые достойны высочайшего внимания».
После выхода в отставку А. Модюи уехал во Францию. С 1830 по 1835 г. Модюи служил секретарем-библиотекарем Французской Академии в Риме. В 1833 представил на конкурс проект Национальной библиотеки Франции (опубликован в 1839 году). Позже, по возвращении в Париж, он посвятил себя изучению места расположения Трои. Умер Модюи в 1854 году (год смерти  предположительно, по одному из источников).

## Творчество

### Реконструкция Большого (каменного) театра

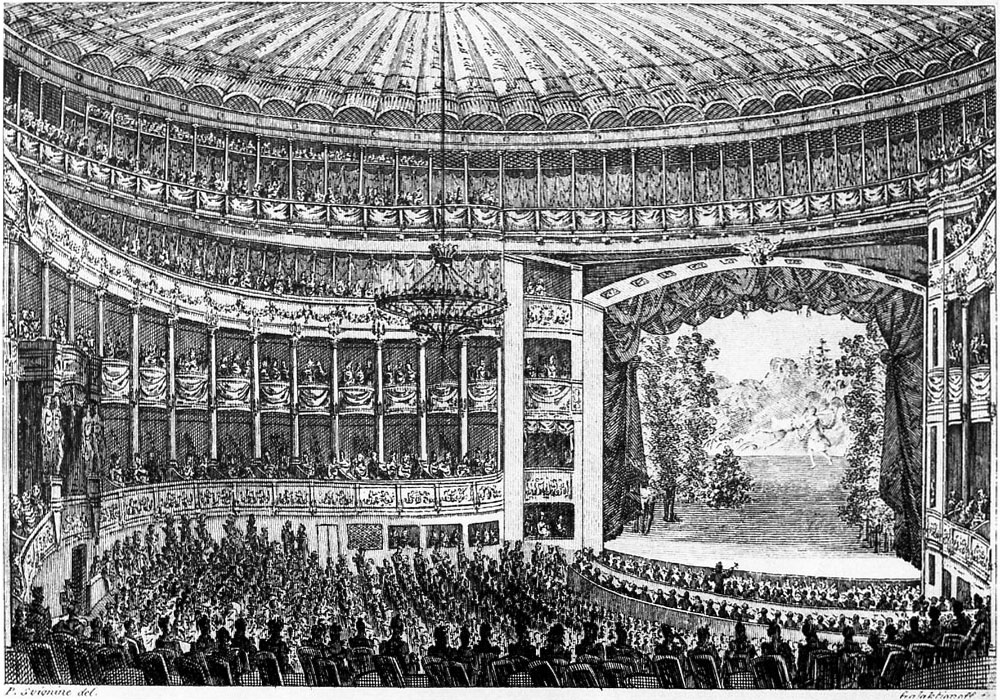
Зрительный зал петербургского Большого театра в 1820-е гг.
Гравюра С. Ф. Галактионова с рисунка П. П. Свиньина

В 1817 году Модюи поручили выполнение работ по восстановлению Большого (Каменного) театра в Санкт-Петербурге, после пожара 1 января 1811 г. В  зрительном зале он применил остроумную конструкцию, позволявшую быстро превращать партер в танцевальный зал. Зрительный зал был окружен по ярусам коринфскими колоннами и перекрыт куполом с золоченой резьбой. Была изменена оделка зала - голубой полосатый шелки голубой бархат сменил малиновую обивку кресел. Импературскую ложу украсили позолоченной резьбой .

### Работа в Комитете для строений и гидравлических работ
На службе в Строительной комиссии Императорского кабинета и позже, в Комитете строений и гидравлических работ, Модюи занимался планировочными работами по Петербургу. В работах З. В. Юрковой показано авторство Модюи в проектах генпланов, определивших пространственную организацию Санкт-Петербурга: планов «урегулирования  Исаакиевской,  Сенатской и Дворцовой площадей», планировочных решений торговой зоны Петербурга в районе Сенной площади . А. Модюи принадлежат смелые идеи пробивки новых улиц и устройства площадей на местах многочисленных пустырей в центре города, его идеи стали основой развития застройки крупнейших архитектурных ансамблей Санкт-Петербурга в 1820 – 1840-х годах.  По свидетельству Ф. Вигеля, по  рисункам Модюи устроена  площадь со сквером перед Аничковым дворцом, с Александрийским театром (Площадь Островского), пробита улица до  Чернышова  моста (Улица Зодчего Росси).  По  его  же  проекту  с Невского проспекта  от  городской  башни открыта новая Михайловская улица (Санкт-Петербург), ведущая к новой площади, в глубине которой строился Михайловский дворец (Площадь Искусств). Модюи принадлежит и планировка  Исаакиевской площади, которой  позднее воспользовался О. Монферран .
А. Модюи принадлежит выделение главных планировочных зон Санкт-Петербурга: Васильевский остров, Петербургская сторона, Коломна, Выборгская сторона, центральные площади (Исаакиевская, Дворцовая площади, Адмиралтейский луг, внутренний двор Адмиралтейства), Невский проспект (с прилегающими территориями - Михайловская площадь, Марсово поле, площадь у Аничкова дворца, Театральная улица, площадь у Чернышова моста, Апраксин двор), Сенная площадь с прилегающими территориями (вариант - территория Обер-Егермейстерского двора). Для большинства этих зон Модюи разработал варианты планировочных решений. Предложенные Модюи планы позднее использовали при реализации градостроительных замыслов архитекторы К. Росси и О. Монферран, как писал Ф. Вигель: "Все это начато и окончено без него и даже после него".

### Участие в исправлении проекта Исаакиевского собора
В 1821 году Модюи выступил с критикой проекта строительства Исаакиевского собора. В подготовленной записке он высказал сомнения в точности выполненных О. Монферраном расчета устойчивости здания, результатах обследования фундаментов ринальдиевской церкви, прочности и качестве новых, а также доказывал техническую несостоятельность несущих конструкций и некомпетентность автора проекта. В феврале 1822 г. строительство было остановлено, для рассмотрения замечаний Модюи при Академии художеств был создан Комитет по строительным работам Исаакиевского собора  во главе с А. Н. Олениным. Комитет  признал  невозможность построения Исаакиевской церкви по существовавшему проекту. Строительство было возобновлено в 1825 году, после существенной переработки проекта, под опекой крупнейших мастеров архитектуры – академиков Стасова, Мельникова, Михайлова. По мнению Никитина, поручение Монферрану постройки собора не соответствовало его познаниям ни в архитектуре ни в строительном искусстве. Без вмешательства Модюи Монферрану не удалось бы завершить постройку Исаакиевского собора. Сам Модюи считал исправление проекта Исаакиевского собора своей главной заслугой на службе в России.

## Оценки творчества
... в продолжении службы своей в Комитете, при особенной ревности и прилежании, возлагаемые на него поручения исполнял к совершенному его удовольствию и не упускал ни одного случая быть полезным на службе своими отличными познаниями.П. П. Базен, Представление Комитета о строениях военному генерал-губернатору Санкт-Петербурга, 1827
Прежде чем приехал он в Россию, г. Антоан Модюи посетил развалины Греции; в их священном прахе искал он артистических вдохновений и, как мне казалось, мало привез их к нам с собою. Как об архитекторе, о нем говорить почти нечего.Вигель Ф. Ф., «Воспоминанія Филиппа Филипповича Вигеля», университетское изданіе Каткова и Ко в 7и частяхъ , Москва, 1864 годъ
Только Модюи, получая от казны жалованье, решительно ничего не делал и обиделся, когда ему предложили совершенную перестройку придворных конюшен, в таком виде, в каком они ныне находятся. Стасов не поспесивился и хорошо сделал. Модюи же отвечал, что может принять на себя возведение только тех зданий, которые должны увековечить славу Александра, сделать их обоих бессмертными. Он нашел, однако же, средство быть действительно полезным: этим же летом принялся он за составление проектов для нового устройства внутренних населеннейших частей города. В них было еще много пустырей, обширных кварталов, одними садами и огородами занятых; через них стал он проводить линии и этим способом умножать сообщения и сближать расстояния. Все его планы были одобрены; но, увы, не ему было поручено их исполнение. Например, по его указаниям, по его рисункам, на месте грязного двора перед Аничковым дворцом устроена большая площадь со сквером, с Александрийским театром и с высокими вокруг него зданиями и пробита улица вплоть до Чернышева моста. По его же проекту с Невского проспекта от городской башни открыта новая Михайловская улица, ведущая к новой площади, в глубине коей должен был возвыситься Михайловский дворец и которой однообразные большие строения должны были служить рамой. Все это начато и окончено без него и даже после него.Вигель Ф. Ф., «Воспоминанія Филиппа Филипповича Вигеля», университетское изданіе Каткова и Ко в 7и частяхъ , Москва, 1864 годъ
Два товарища, Стасов и Модюи, имели, несомненно, большое влияние на него [К. Росси], или, вернее сказать, все трое воспитывали друг друга.  Тяжелый Стасов, непреклонный классик и поборник строгих правил и насильственного приведения к одному строго классическому виду всех фасадов города, Модюи - хитроумный прожектер которому принадлежат все идеи обработки улиц и площадей города, смелые идеи пробития улицы до Чернышова моста и устройства площади перед Аничковым дворцом, пробитие Михайловской улицы и целый ряд других проектов городского благоустройства, и гениальный исполнитель этих идей - Росси, образовали род триумвирата.Грабарь И. Э., Петербургская архитектура в XVIII и XIX веках. М. 1912. с. 548
И вдруг удар. Удар неожиданный, сильный, наотмашь. От кого же? От соотечественника - Антуана Модюи, тоже придворного архитектора, архитектора - пустоцвета, жившего в России многие годы и не одарившего её абсолютно ничем.Н. Егоров, председатель Правления НП "Петербургский строительный клуб", О замечаниях Модюи к проекту Исаакиевского собора в статье "Анри Луи-Огюст Леже Рикар де Монферран (1786-1858)" на сайте "300 лет строительства Санкт-Петербурга". 2002
Однако с «фасадной» частью ансамбля архитектор [К. Росси] справился блестяще. Удачно найденные пропорции зданий, необычная архитектура портика, увенчанного торжественной бронзовой квадригой на фоне колоннады – все это не дает театру «исчезнуть» в глубине площади, стилистическая согласованность архитектуры павильонов и библиотеки объединила пространство, фоновые здания хорошо держат «задник». Великолепно оформление площади у Чернышова моста и самой знаменитой улицы. Однако в основе этого единства лежит объемно-пространственная композиция, созданная Модюи, благодаря чему Театральная площадь оказался связанной с Манежной площадью, Казанским собором, т. е. с планировочным каркасом города, и ансамбль обрел значимость.Юркова З. В., Антон Антонович Модюи. 2005. с. 268
Планировщик, или генпланист и архитектор-объемщик – эти две ветви архитектурноградостроительного ремесла должны соединяться в понятии «градостроитель», потому что работа одного должна быть продолжена работой другого, тогда эффект оказывается особенно сильным, как это и получилось при разделенном во времени сотворчестве Антуана Модюи и Карла Ивановича Росси.Юркова З. В., Антон Антонович Модюи. 2005. с. 275
Монферран во многом обязан Модюи своей славой – строительство Исаакиевского собора могло стать для него позором. Можно было остаться наблюдателем и подождать, пока рабочие возведут конструкции, на которые невозможно установить барабан и купол, и тогда …, но честь профессионала не позволила Модюи сделать это.Юркова З. В., Антон Антонович Модюи. 2005. с. 271
Личность Модюи загадочна, творчество его не изучено, суждения о нем поверхностны. Но он начинает привлекать внимание историков и архитекторов. Этот представитель французского классицизма в Петербурге оказался планировщиком, давшим уроки градостроительства в русской столице.Юркова З. В., Антон Антонович Модюи. 2005. с. 271
В Комитете для строений и гидравлических работ Бетанкур отвёл Модюи роль составителя генерального плана города и отдельных его частей. Зная, что Антон Антонович получил первоклассное архитектурное образование в Париже, Бетанкур сделал так, что творчество Модюи стало той осью, вокруг которой вращались разрозненные звенья градостроительного плана города. Первоначальные замыслы Модюи охватывали как крупные территории главных столичных островов — Васильевского и Петербургского, так и более локальные, но значимые районы — Сенной площади, Коломны, площади у Аничкова дворца, Апраксина двора, Марсова поля. Модюи доказал Александру I, а затем и Бетанкуру, что парадный облик Петербурга должен соответствовать времени: крупномасштабность и ансамблевость призваны стать отличительными и обязательными чертами архитектурно-градостроительных проектов в стиле ампир.Кузнецов, Д. И., Бетанкур. 2014

## Труды
- Mauduit, A. F. Decouvertes dans la Troade / A. F. Mauduit. Paris, Londres, 1840. 235 p./А. Ф. Модюи «Открытия в Трое» в двух томах (Париж, 1840–1841 гг.)/ [13]
- Propositions pour l'achèvement des Tuileries au Louvre;  Memoire adreee au citoyen Bonaparte et à l'Assemblée constituante sur la nécessité d'arrêter un programme de travaux d'arreter general (Paris, 1849)/ «Предложения по завершению Тюильри и Лувра» и «Докладная записка гражданину Бонапарту и Учредительному собранию о необходимости остановить программу общественно полезных работ» (Париж, 1849 г)